# René König

Portada de la edición alemana de Das Fischer Lexikon. Soziologie, por René König. Ed. 1979.

René König (Magdeburgo, Alemania, 5 de julio de 1906 - Colonia, 21 de marzo de 1992) fue un sociólogo e intelectual alemán. Muy influyente en la sociología de Alemania Occidental desde 1949, sus aportaciones sobresalen en la llamada Escuela de Colonia.

## Biografía
Nacido en Magdeburgo en 1906, König se formó en filosofía, psicología, etnología y estudios islámicos en las universidades de Viena y Berlín. Obtuvo su doctorado (Dr. phil.) en 1930 por la Universidad de Berlín. 
Gran enemigo de los nazis, su carrera se vio obstaculizada por el triunfo nazi de 1933. No pudo obtener sus habilitación como profesor por la universidad alemana, lo que le llevó a emigrar a Suiza en 1937. Al año siguiente pasó el examen en la Universidad de Zúrich. Durante esta primera etapa estuvo fuertemente influenciado por el pensamiento de sociólogos como Émile Durkheim, Maurice Halbwachs o Marcel Mauss. Acabada la Segunda Guerra Mundial, en 1949 obtuvo la cátedra de Sociología por la Universidad de Colonia. Alrededor de esta se irá formando lo que será conocido más tarde con el nombre de "Escuela de Colonia" (Kölner Schule). En 1974 fue nombrado profesor de la misma universidad. Murió en la ciudad de Colonia en 1992.
Pionero de los métodos empíricos en Alemania, nunca abandonó sin embargo los estudios culturales de sociología clásica. Al mismo tiempo, utilizó los métodos empíricos para comparar las polarizaciones ideológicas de muchos de sus colegas contemporáneos. Realizó una gran labor en la Asociación Internacional de Sociología.
Su libro más popular e innovador en la República Federal de Alemania fue Fischer Lexikon Soziologie, que alcanzó una edición de más de 400 000 copias. Además, fue un autor y periodista independiente y, entre otras facetas, tradujo al alemán al cuentista siciliano Giovanni Verga.
A König se deben numerosos estudios en las áreas de la Sociología económica, comunitaria, familiar y del desarrollo. Además, colaboró en descubrir facetas novedosas de la investigación social empírica. La Sociedad René König (" René-König-Gesellschaft ") publicó sus obras completas. 

## Publicaciones
- René König: Ich bin Weltbürger. Originaltonaufnahmen 1954-1980, hrsg. v. Jürgen Elias, Eberhard Illner, Oliver König und Klaus Sander. 2-CD Set. supone, Köln 2006. ISBN 978-3-932513-71-8
- René König. Soziologe und Humanista. Texte aus vier Jahrzehnten.  Hrsg. von Oliver König und Michael Klein. Opladen, Verlag Leske + Budrich De 1998. 309 S., ISBN 3-8100-2023-0.
- Tratado de sociología empírica. Coord. por René König. Madrid, Tecnos, 1973. ISBN 84-309-0460-3.